# Erythromalus nubilipennis
Erythromalus nubilipennis är en stekelart som först beskrevs av Walker 1835.  Erythromalus nubilipennis ingår i släktet Erythromalus och familjen puppglanssteklar. Arten är reproducerande i Sverige. Inga underarter finns listade i Catalogue of Life.